# Parapsaenythia paspali
Parapsaenythia paspali là một loài Hymenoptera trong họ Andrenidae. Loài này được Schrottky mô tả khoa học năm 1909.